# Narella compressa
Narella compressa is een zachte koraalsoort uit de familie Primnoidae. De koraalsoort komt uit het geslacht Narella. Narella compressa werd in 1908 voor het eerst wetenschappelijk beschreven door Kinoshita. 